# ネジレフサマメノキ
ネジレフサマメノキ (Parkia speciosa) とはマメ科ネムノキ亜科の高木である。東南アジアでは種子を食用に利用している。ネギやニンニクに似た強い臭気がある。

## 特徴
樹高18-24メートルの高木で、大きな板根を持つ。葉は2回羽状複葉、羽片、小葉20-35対、幅2-3ミリメートル、鈍頭、並列する。莢は房状に下垂し長さ50センチメートル、種子を12-18個含む。

## 利用
未熟な種子や若葉・花は生のままや漬物にして食用とすることが可能である。マラヤでは莢をニンニクの代わりに薬味とする。
鑑賞樹ともなる。

## 諸言語における呼称
インドネシア、マレーシア:
- ジャワ語: pete[2]
- マレー語: petai[2]

タイ:
- タイ語: สะตอ (sàtɔɔ サトー)[4]

## ギャラリー

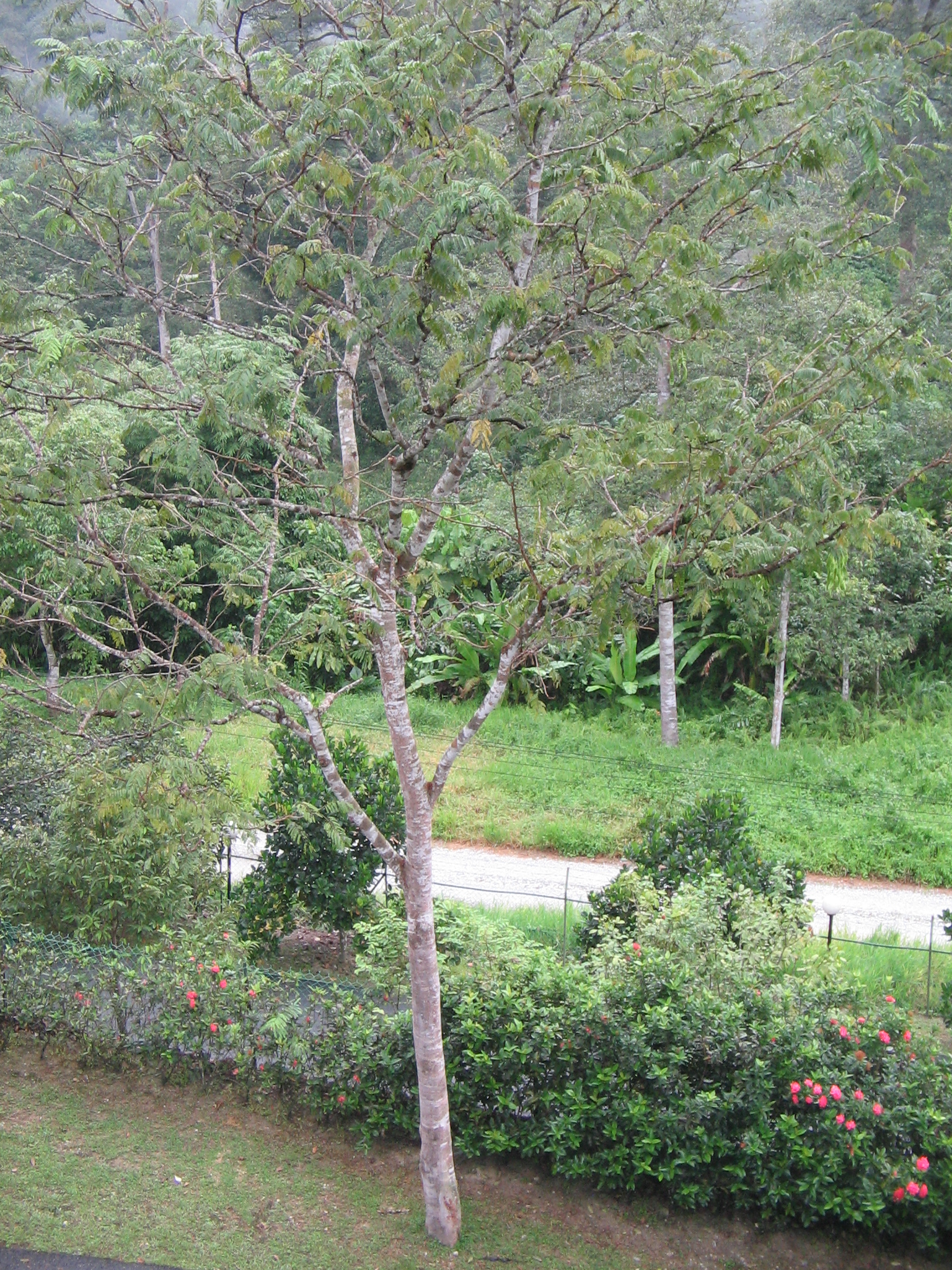
樹形
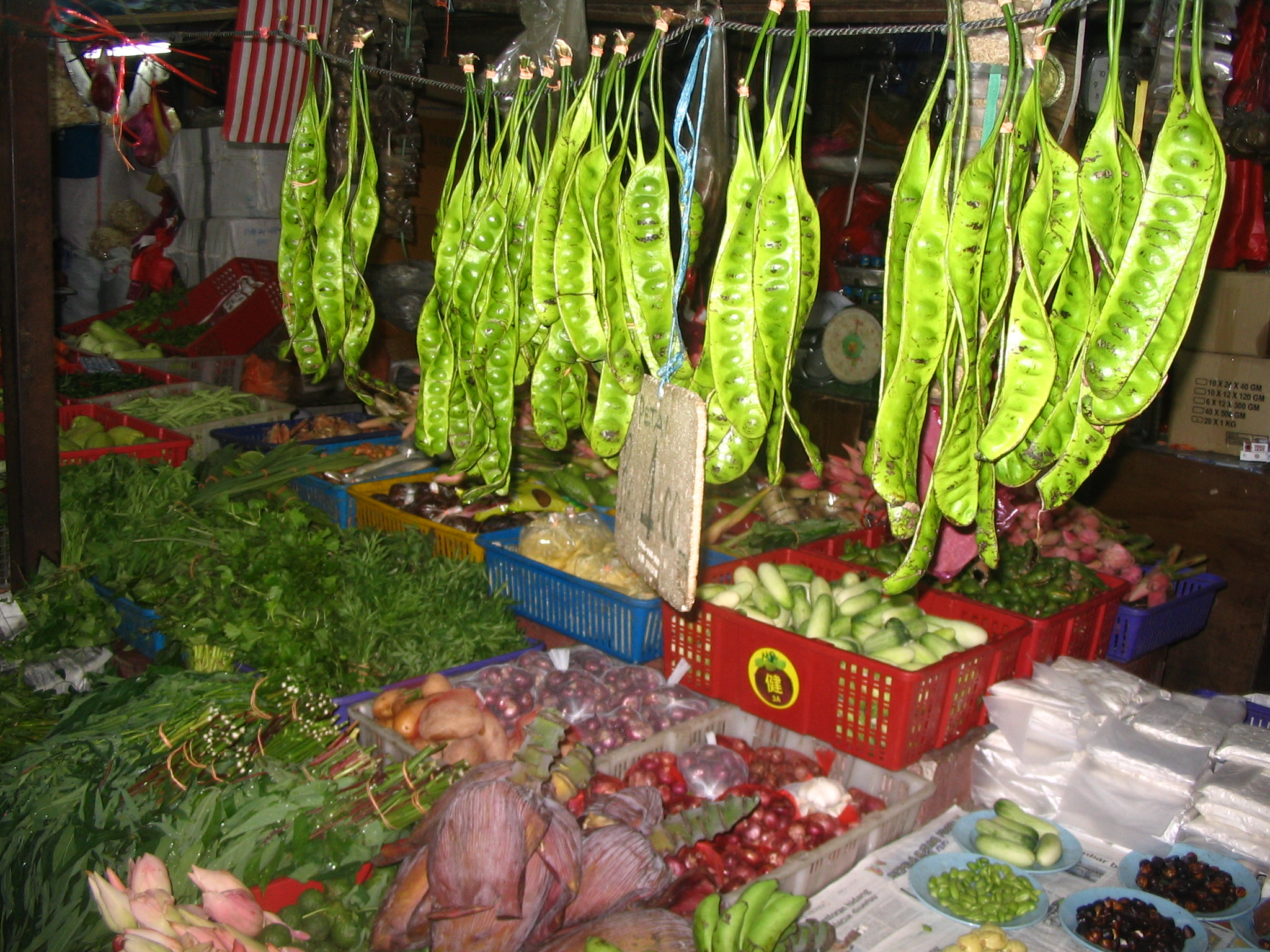
青果店で販売される莢
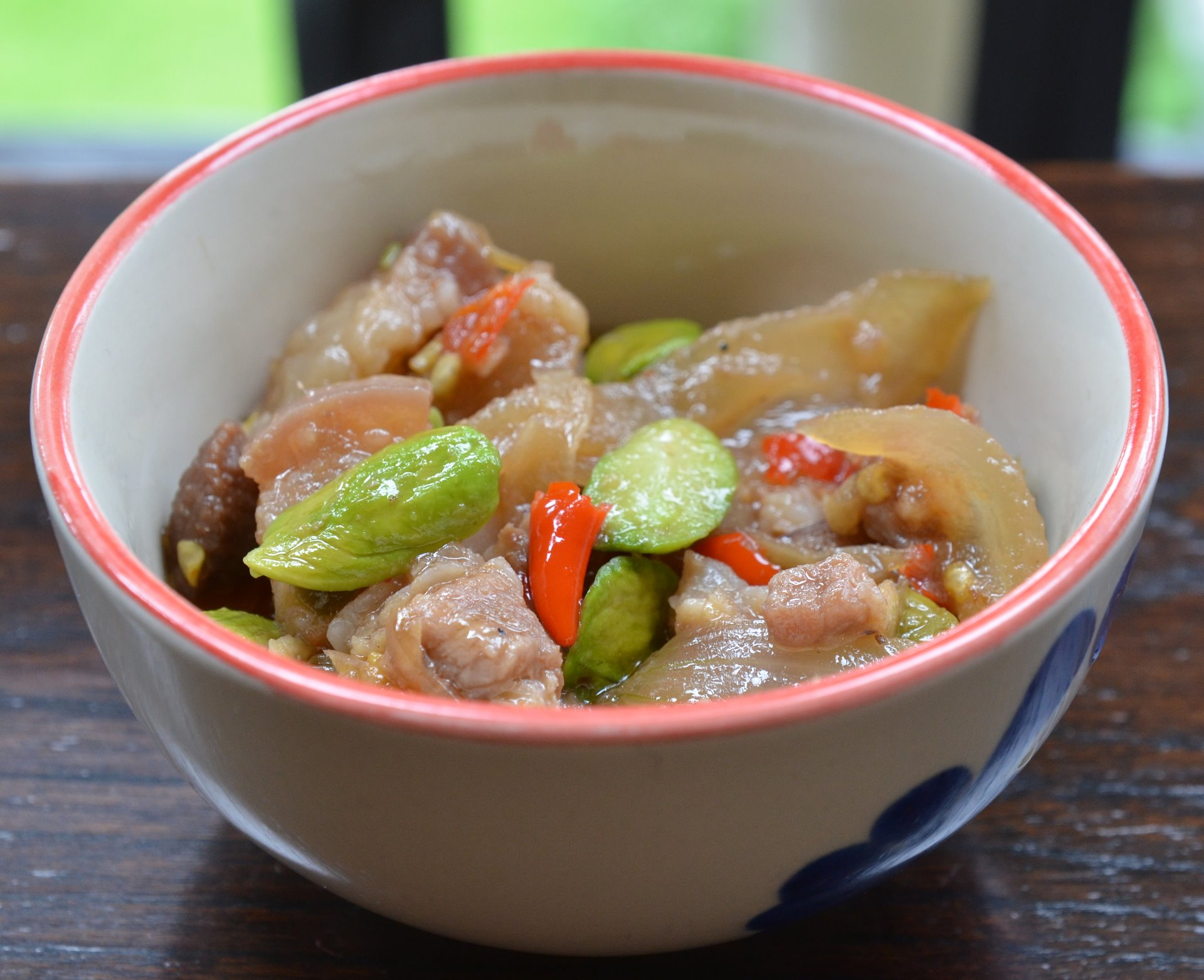
タイ料理に使われる（豚肉との炒め物）
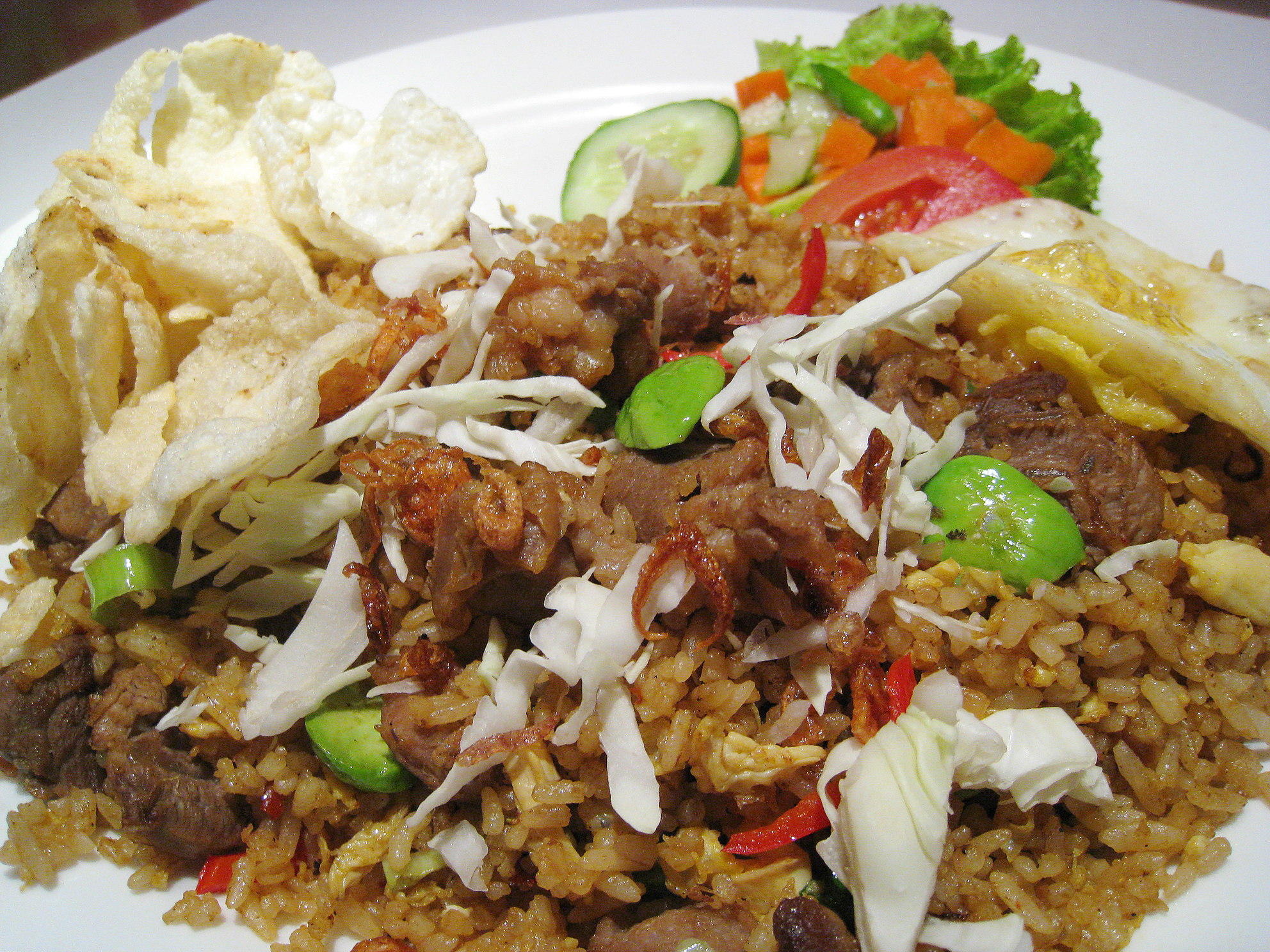
ナシゴレン
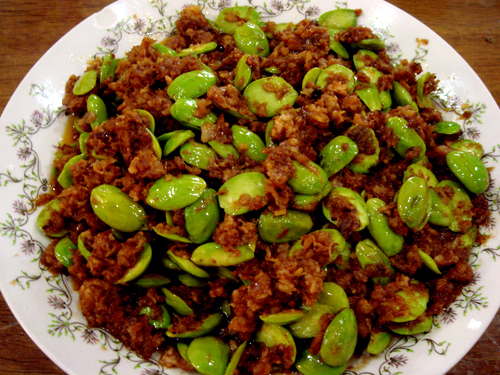
サラワクの炒め物（干しエビ、挽肉、タマネギと）